# 南宾街道
南宾镇，是中华人民共和国重庆市石柱土家族自治县下辖的一个乡镇级行政单位。

## 行政区划
南宾镇下辖以下地区：
正街社区、横街社区、新开路社区、老街社区、城东社区、双庆社区、红井社区、城北村、勇飞村、黄鹤村、河坝村、梁峰村和红星村。